# جواو غالو
جواو غالو هو لاعب كرة قدم برتغالي في مركز الدفاع، ولد في 23 أكتوبر 1961 في ألمادا في البرتغال. شارك مع منتخب البرتغال لكرة القدم. أما مع النوادي، فقد لعب مع أتليتيكو كلوب دي برتغال ونادي بيلينينسش.

## وصلات خارجية
- جواو غالو على موقع قاعدة بيانات كرة القدم.إي يو (الإنجليزية)
- جواو غالو على موقع ناشيونال فوتبول تيمز (الإنجليزية)
- جواو غالو على موقع عالم كرة القدم.نت (الإنجليزية)